# Dirk Koster
Dirk Koster (Klaaswaal, 17 september 1923 – Deurne, 1 oktober 2006) was een Nederlands componist, muziekpedagoog, dirigent, arrangeur en trompettist.

## Levensloop
Koster studeerde muziektheorie, trompet bij C. Walten en piano bij Johannes Franciscus van Gool. Van 1948 tot 1954 was hij als trompettist verbonden aan het Rotterdams Philharmonisch Orkest. Hij was van 1945 tot 1986 was hij dirigent van het harmonieorkest van de Muziekvereniging "Na Lang Streven" Klaaswaal. Een bepaalde tijd was hij dirigent van de Politie Harmonievereniging Hermandad-Rotterdam. 
Van 1952 tot 1972 was hij dirigent van het Dordrechts Philharmonisch Orkest. Onder leiding van Dirk Koster promoveert het harmonieorkest van deze vereniging in 1956 naar de "Vaandel-afdeling" - de hoogste afdeling - van de Koninklijke Nederlandse Federatie van Muziekverenigingen. Van 1963 tot 1978 was hij dirigent van de Koninklijke Harmonie "Echo der Kempen", Bergeyk. 
In 1963 werd hij dirigent van de Koninklijke Harmonie Deurne. In 1972 werd hij benoemd tot directeur van de Muziekschool Aaltje Noordewier-Reddingius in Deurne en ging hij in Deurne wonen en bleef in deze functie van directeur tot 1981. Hij was ook een veelgevraagd jurylid bij wedstrijden en concoursen. 
Zijn grootste verdienste is echter het opleiden van jeugdige muzikanten. Hij was bij alle orkesten betrokken bij het oprichten van een jeugdorkest ( Klaaswaal, Dordrecht, Bergeijk en Deurne), want dat was een eis , voordat hij bij een orkest aan de slag ging.
Daarnaast was hij werkzaam als componist en arrangeur voor orkesten, koren en ensembles. Hij behoorde tot het bestuur van de Bond van Orkestdirigenten. In 1984 werd hij benoemd tot Ridder in de Orde van Oranje-Nassau.
De verhalen uit het roemrijke leven van Dirk Koster, inclusief de muzikale hoogtepunten van alle korpsen waarbij hij actief is geweest, zijn in 2014 in een boek vastgelegd door auteur Bert Beulens.